# Неогео
Нео-гео (неогеометрический концептуализм, англ. Neo-Geo) — одно из направлений в абстрактном искусстве XX столетия. 

## Обзор
Стиль нео-гео возник в американском искусстве в начале 80-х годов и часто рассматривается как продолжение традиций не столько классической геометрической абстракции первой половины XX века, сколько поп-арта. Нео-гео — это абстракция эпохи постмодернизма, отказавшаяся как от утопических амбиций Малевича или Мондриана, так и от предельно личного и драматического начала абстрактного экспрессионизма.
Основоположник и теоретик нео-гео Питер Хелли мыслит собственные полотна не как идеальную модель надчеловеческого универсума, но и не как выплеск собственного подсознания. В своих картинах он предлагает видеть даже не абстрактные построения, но своего рода схемы и графики современного социума: квадраты и прямоугольники — как всевозможные «ячейки общества», линии — как социальные связи и коммуникационные сети. Как и подобает постмодернисту, в своем видении современности Питер Хелли вдохновляется идеями французского философа Жана Бодрийара, в частности, понятием пришедшей на смену физической реальности медийной гиперреальности.

### Именование направления
Художники внутри движения на самом деле не смогли прийти к согласию относительно самоназвания, оставив миру несколько вариантов именования себя. Пара кураторов искусства и критиков ― Триша Коллинз и Ричард Милаццо, сочли, что «пост-концептуализм» ― это наиболее подходящий термин, поскольку он подчёркивает усиление идей. Многие художники внутри движения, такие как Питер Хелли, отвергли название «нео-гео» на том основании, что оно казалось им слишком броским и, следовательно, потребительским. Хелли предпочитал термин «симуляционизм», потому что он отсылает к технологии, заменяющую природу.
В статье в газете New York Times от 1987 год под заголовком «Как назвать новейший тренд в искусстве: „нео-гео“… возможно» Хелли объясняет, что «кондиционирование воздуха ― это симуляция воздуха; фильмы ― симуляция жизни; жизнь же симулируется биомеханическими манипуляциями». С другой стороны, коллекционер искусства Юджин Шварц предпочитал называть течение «пост-абстрактная абстракция» ― то есть новое издание абстракции 1960-х годов, которое создаёт альтернативные значения в небывалом ранее пространстве. Художник Питер Надь высказал пожелание о том, чтобы движение вовсе осталось без названия. Он верил, что как только имя будет присвоено, движение разрушится. Некоторые критики даже ставили вопрос о том, действительно ли у движения было достаточно оригинальных черт, чтобы выделить его как отдельное течение в искусстве, поскольку оно имело слишком много общего с предыдущими движениями, такими как экспрессионизм и поп-арт.

## Художники
- Шон Скалли
- Питер Хелли
- Стивен Паррино
- Филип Тааффе
- Эшли Бикертон
- Росс Блекнер
- Джефф Кунс
- ДоДоУ
- Алан Макколум
- Хаим Стенйбах
- Мейер Вейсман
- Майкл Янг
- Питер Надь[англ.]